# 愛の園 〜Touch My Heart!〜
「愛の園 〜Touch My Heart!〜」（あいのその タッチ マイ ハート）はモーニング娘。おとめ組のデビューシングル。2003年9月18日に発売。

## 内容
- 2003年9月に、モーニング娘。の15人のメンバーを「モーニング娘。さくら組」と「モーニング娘。おとめ組」の2つに分けて活動を開始した。
- メンバーは飯田圭織・石川梨華・辻希美・小川麻琴・藤本美貴・道重さゆみ・田中れいなの7名である。
- ステージ衣装は青（飯田）・黄（石川）・藍（辻）・緑（小川）・赤（藤本）・紫（道重）・橙（田中）と虹のスペクトル7色だった。

## 収録曲
全作詞・作曲：つんく
1. 愛の園 〜Touch My Heart!〜
編曲：鈴木俊介
2. でっかい宇宙に愛がある (モーニング娘。おとめ組Version)
編曲：高橋諭一
3. 愛の園 〜Touch My Heart!〜（Instrumental）

## 参加ミュージシャン
- 鈴木俊介 - ギター&プログラミング(1)
- 江川ほーじん - ベース(1)
- 高橋諭一 - ギター&プログラミング&コーラス(2)